# دنیس کوتین
دنیس کوتین (روسی: Денис Сергеевич Кутин؛ زادهٔ ۵ اکتبر ۱۹۹۳) بازیکن فوتبال اهل روسیه است.
از باشگاه‌هایی که در آن بازی کرده‌است می‌توان به باشگاه فوتبال اسپارتاک مسکو و باشگاه فوتبال اسپارتاک-۲ مسکو اشاره کرد.
وی همچنین در تیم‌های ملی فوتبال Russia national under-17 football team, Russia national under-18 football team, Russia national under-19 football team، و زیر ۲۱ سال روسیه بازی کرده‌است.